# آبکاری
آبکاری به انواع پوشش‌دهی سطح گفته می‌شود که در آن یک فلز بر روی یک سطح رسانا پوشش داده می‌شود. 
چندین روش آبکاری وجود دارد. در یک روش یک سطح جامد با یک ورق فلزی پوشیده شده و سپس برای اتصال آنها از گرما و فشار استفاده می‌شود.
از جمله مزایای آبکاری پوشش دادن برای تزئینات اشیاء، مهار خوردگی، بهبود دوام پذیری، سخت شدن، بهبود پوشیدگی، کاهش اصطکاک، بهبود چسبندگی رنگ، تغییر هدایت، بهبود بازتابی IR، محافظت در برابر تابش می‌باشند.
لایه نشانی رسوبات نازک، اشیای کوچک را به عنوان یک اتم پوشانده‌است، بنابراین استفاده از پوشش در فناوری نانو به کار می‌رود. 
دیگر تکنیک‌های پوشش دادن عبارتند از: آبکاری، رسوب بخار تحت خلاء و لایه نشانی پاششی. به تازگی، پوشش دهی اغلب به استفاده از مایعات اشاره دارد. متالیزه کردن به فلز پوشش بر روی اشیای غیر فلزی اشاره دارد. ضخامت این لایه نازک فلزی، به ندرت از ۰٫۰۲۵ میلی‌متر ویا ۲۵ میکرون تجاوز می‌کند. 

## تاریخچه
به احتمال زیاد اولین آبکاری در دوران امپراتوری اشکانی انجام شده‌است. ویلهلم کونیگ دستیار موزه ملی عراق در دهه ۱۹۳۰ تعدادی از اشیا نقره بسیار ظریف از عراق باستان را که با لایه‌های بسیار نازک طلا پوشانده شده بود، مشاهده کرده بود و گمانه زنی کرد که آنها آبکاری شده‌اند.او ایده خود را با اشاره به باتری احتمالی اشکانی (پیل بغداد) که در سال ۱۹۳۸ در نزدیکی کلان‌شهر تیسفون، پایتخت اشکانیان (۱۵۰ قبل از میلاد مسیح - ۲۲۳ میلادی) و ساسانیان (۲۲۴ تا ۶۵۰ بعد از میلاد) امپراتوریهای ایران کشف شد، تأیید کرد. این که آیا این دستگاه در واقع یک باتری بوده‌است یا خیر و از آن برای چه چیزی استفاده می‌شود، هنوز مورد بحث محققان است.
متن زیر از کتاب باتری اشکانیان جناب پروفسور کنعانی آورده شده است: 

محققی به نام ال - هایک در گزارش مبسوط خود تحت عنوان «سلول گالوانیک ربوعه» در مورد این کشف چنین گزارش می‌دهد: 
«مکان مورد نظر توسط گروه باستانشناسی مورد بررسی قرار گرفت و آشکار گردید که این یک منطقه مسکونی بسیار مهم متعلق به دورا اشکانیان است و از دیدگاه باستانشناسی بسیار حائز اهمیت می باشد. کارشناسان با سرعت به حفاری های خود ادامه دادند. در این حفاری ها 613 شئ باستانی طبقه بندی گردید که ماهیت های مختلفی مانند تابوت سنگی منقوش، بقایای استخوان، ظروف سفالی و شیشه ای، مهره، اشیای سنگی منقوش با ویژگی های فرهنگی، اشیای فلزی، مجسمه فلزی و ... داشتند. یک مجموعه متشکل از تنگ سفالی بیضی شکل با گلوگاهی دندانه دار حاوی استوانه موسی با کف بسته، میله آهنی و مقادیری خرده های قیرگونه که در سطح F.IV کشف شده بود از دیدگاه علمی برجسته ترین شئ حفاری شده بود. این مجموعه اکنون در موزه بغدا به شماره IM.29209-29211 نگاهداری می شود.»

## پوشش دهی الکتریکی
در پوشش دهی الکتریکی، یک فلز یونی که با الکترونها تأمین می‌شود پوششی غیر یونی روی یک بستر ایجاد می‌کند. یک سیستم رایج شامل یک محلول شیمیایی با فرم یونی فلز، یک آند (مثبت شارژ شده) است که ممکن است شامل فلزی که اندود شده (یک آند انحلال پذیر) یا یک آند نامحلول (معمولاً کربن، پلاتین، تیتانیوم، سرب یا فولاد) و در نهایت، یک کاتد (بار منفی) که در آن الکترونها برای تولید یک فیلم از فلز غیر یونی عرضه می‌شوند.

## پوشش دهی الکترولس

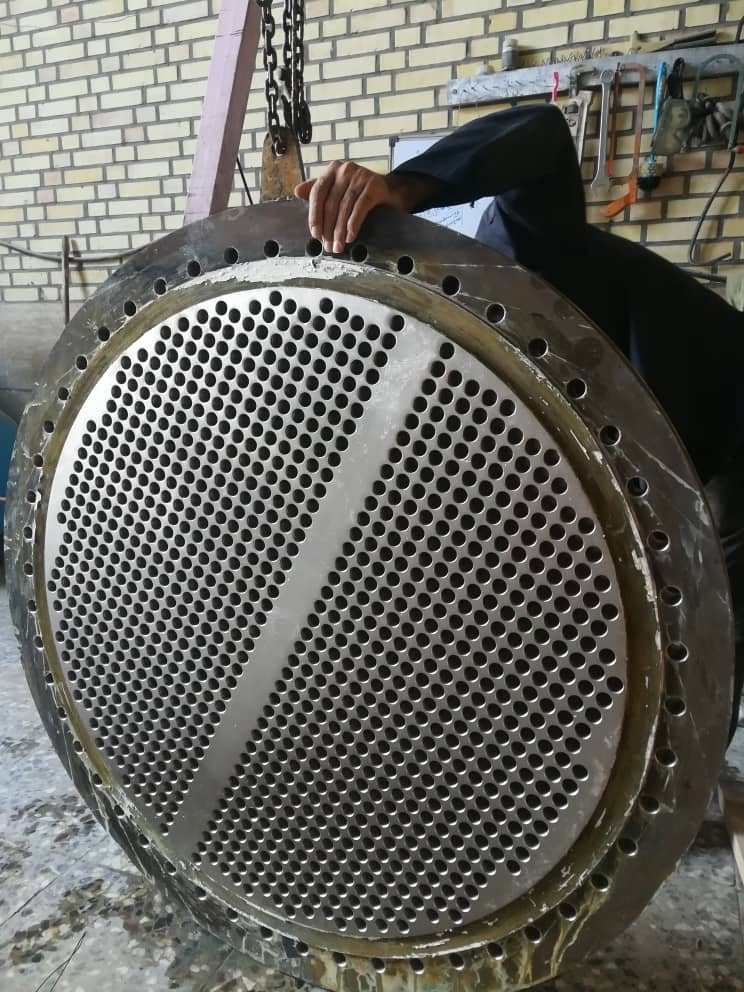
تیوپ شیت آبکاری شده در ایده پویان آبکاری الکترولس نیکل به دلیل استفاده نکردن از جریان برق داخل سوراخ‌های تیوپ شیت کاملا آبکاری شده

پوشش دهی الکترولس، همچنین به عنوان پوشش شیمیایی یا کاتالیزوری به صورت شیمیایی نامیده می‌شود، یک روش پوشش دهی غیر گالوانیزه است که شامل چندین واکنش همزمان در یک محلول آبی است که بدون استفاده از انرژی الکتریکی خارجی رخ می‌دهد.
پوشش‌های نیکل الکترولس دارای خواص خارق‌العاده ای هستند. لایه فلزی پوشش شده توسط این فرایند دارای ضخامت یکنواخت در تمام سطوح قطعه کار می‌باشد، تقریباً صرف نظر از شکل آن این پوشش یکنواخت بهترین راه حل برای موارد مهم مهندسی پرفشار مانند مواردی است که در صنایع دفاعی، بهداشتی، نفت، گاز، خودرو و هوافضا مورد استفاده قرار می‌گیرد. آبکاری نیکل الکترولس در برابر خوردگی بسیار مقاوم است و به همین دلیل عمر هر چیزی را که می‌پوشاند طولانی می‌کند. این امر باعث می‌شود تا قطعات پوشانده شده در معرض محیطهای سختی مانند بخش‌هایی که در صنایع دریایی، نفت و گاز و صنایع دفاعی کار می‌کنند ایده‌آل باشد؛ بنابراین می‌تواند هزینه تعمیر قطعات و جایگزینی را کاهش دهد. از جمله مزایای استفاده از مؤلفه‌هایی که در برابر خوردگی مقاوم هستند، بیشمار است. این آبکاری می‌تواند باعث افزایش عمر یک قطعه شود؛ زیرا از تشکیل زنگ زدگی جلوگیری می‌کند. این به نوبه خود از تبدیل شدن قطعه به کاتالیزور برای تشکیل زنگ زدگی در قسمت‌های اطراف به خوبی جلوگیری می‌کند.

## موارد خاص

### پوشش دهی طلا
آبکاری طلا یک روش لایه‌نشانی با یک لایه نازک طلا بر روی سطح شیشه یا فلز است.
آبکاری طلا غالباً در صنایع الکترونیک استفاده می‌شود و برای ارائه یک لایه هدایت الکتریکی مقاوم در برابر خوردگی بر روی مس می‌باشد، که معمولاً در اتصالات برق و تخته مدار چاپی استفاده می‌شود. با آبکاری مستقیم طلا بر روی مس، اتمهای مس تمایل دارند که به لایه طلا نفوذ کنند، و موجب تیره شدن سطح آن و تشکیل یک لایه اکسید / سولفید می‌شود؛ بنابراین، یک لایه از فلز محافظ مناسب، معمولاً نیکل، باید بر روی بستر مس پوشیده شود و یک ساندویچ مس-نیکل طلا ساخته شود.
فلزات و شیشه نیز ممکن است با طلا برای مقاصد زینتی پوشانده شوند که این روش با استفاده از تعدادی از فرایندهای مختلف که معمولاً به عنوان آبکاری طلا نامیده می‌شوند انجام می‌شود. در آبکاری طلا آبکاری طلاهای دست دوم هم مرسوم است، به این صورت که وقتی طلاهای نو خود را بعد از سالها استفاده می‌کنند ممکن است به دلیل برخورد طلاجات با عوامل بیرونی دچار خط و خش شوند یا اینکه بر اثر برخورد با مواد شوینده یا مواد آرایشی کدر و مات شوند در این صورت با آبکاری کردن طلاجات و زیورآلات  می‌توان آن‌ها را همانند روز اولشان براق نمود.
سنگ‌های قیمتی، پلاستیک و فیبر کربن برخی از مواد دیگر هستند که می‌توانند با استفاده از تکنیک‌های پیشرفته پوشش داده شوند. بسترهایی که می‌توانند مورد استفاده قرار بگیرند تقریباً بی حد و حصر هستند.

### پوشش دهی نقره
این بخش در مورد روش افزودن یک لایه نازک نقره به یک شی است. برای کار مشاهده پروژه منهتن، Silverplate ببینید.

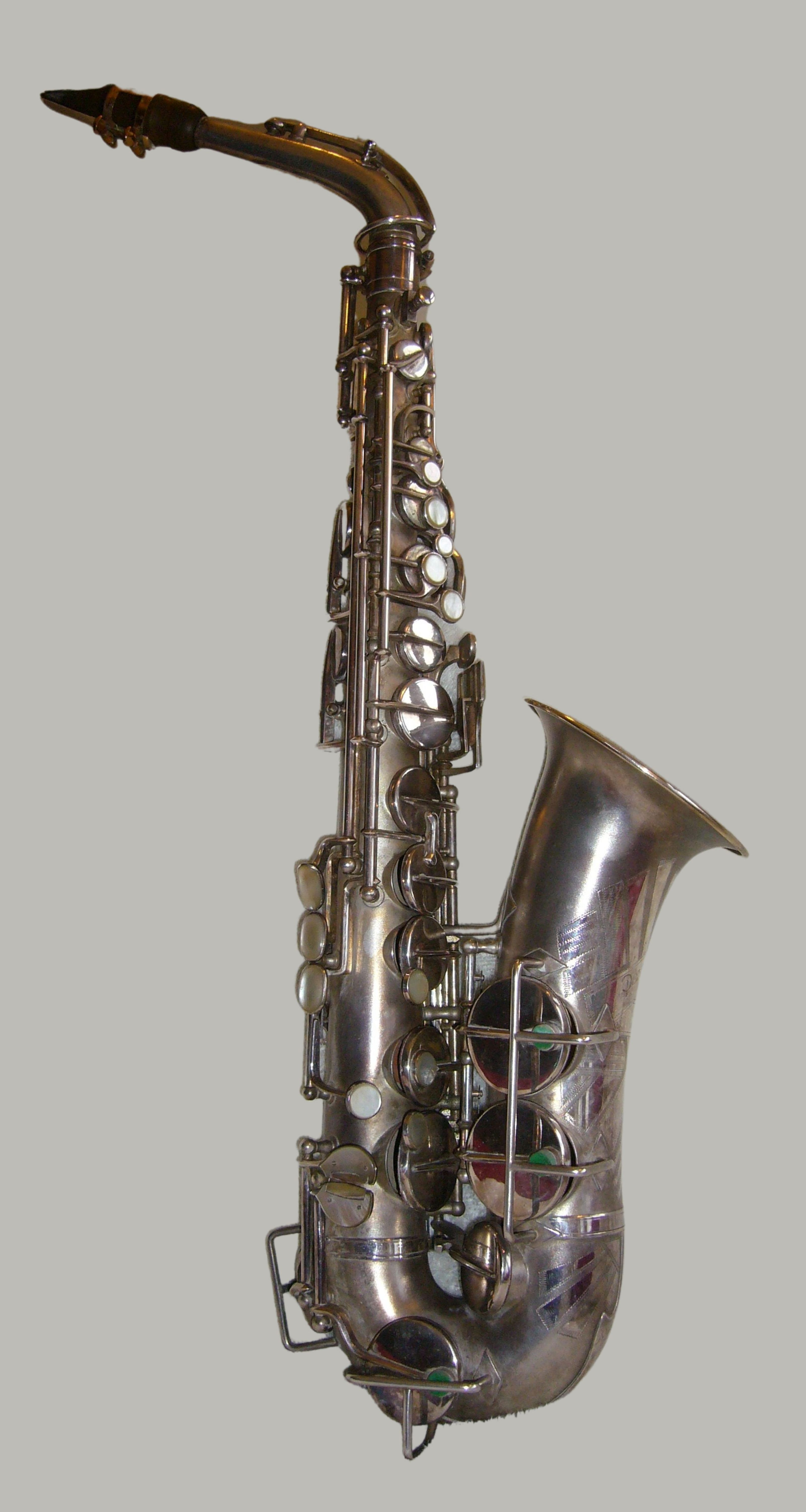
ساکسیفون آلتو با پوشش دهی نقره

در اولین روش پوشش دهی نقره ورق‌های نازک نقره به یک لایه یا هسته فلز پایه متصل شده بودند اما در قرن نوزدهم روش‌های جدید تولید از جمله آبکاری معرفی شدند. فلز بریتانیا یک آلیاژ از قلع، آنتیموان و مس است که به عنوان یک فلز پایه برای پوشیده شدن با نقره طراحی شده‌است.
روش دیگری که می‌تواند برای پوشش دهی یک لایه نازک از نقره به اشیاء مانند شیشه استفاده شود، این است که Tollens' reagent در یک لیوان قرار داده، گلوکز / دکستروز را اضافه کنید و بطری را تکان دهید تا واکنش را ترویج کنید.
AgNO 3 + KOH → AgOH + KNO 3
−[AgOH + 2 NH 3 → [AG (NH 3) 2]+ + [OH
[Ag (NH 3 ) 2] + [OH] - + آلدهید (معمولاً گلوکز / دکستروز) → Ag + 2 NH 3 + H 2 O

### پوشش دهی مس
پوشش دهی مس فرایند تشکیل الکترولیتی یک لایه مس بر روی سطح یک ماده است.

### پوشش دهی روی
پوشش روی از اکسیداسیون فلز محافظت شده با تشکیل یک مانع و با عمل به عنوان یک آنود قربانی اگر این مانع آسیب دیده باشد، جلوگیری می‌کند. اکسید روی یک غبار سفید است که (در مقایسه با اکسید آهن) باعث ایجاد ناپایداری سطح زیربخش نمی‌شود.

### پوشش نیکل روی
پوشش نیکل روی یکی از بهترین پوشش‌های مقاوم در برابر خوردگی است که با در دسترس قرار دادن بیش از ۵ برابر حفاظت از پوشش روی معمولی و تا ۱۵۰۰ ساعت عملکرد آزمون اسپری نمک خنثی است. این پوشش ترکیبی از آلیاژ نیکل - روی (نیکل ۱۰–۱۵٪) و برخی از تغییرات کرومات است. شایع‌ترین ترکیبات مخلوط شده شامل کرومات سه رنگی شش رنگی، سه رنگی یا سیاه سفید است. برای محافظت از فولاد، چدن، برنج، مس و دیگر مواد، این پوشش اسیدی یک گزینه مناسب سازگار با محیط زیست است. کرومات هگزاگونال به وسیله EPA و OSHA به عنوان یک سرطان زا انسانی طبقه‌بندی شده‌است.

### پوشش دهی قلع

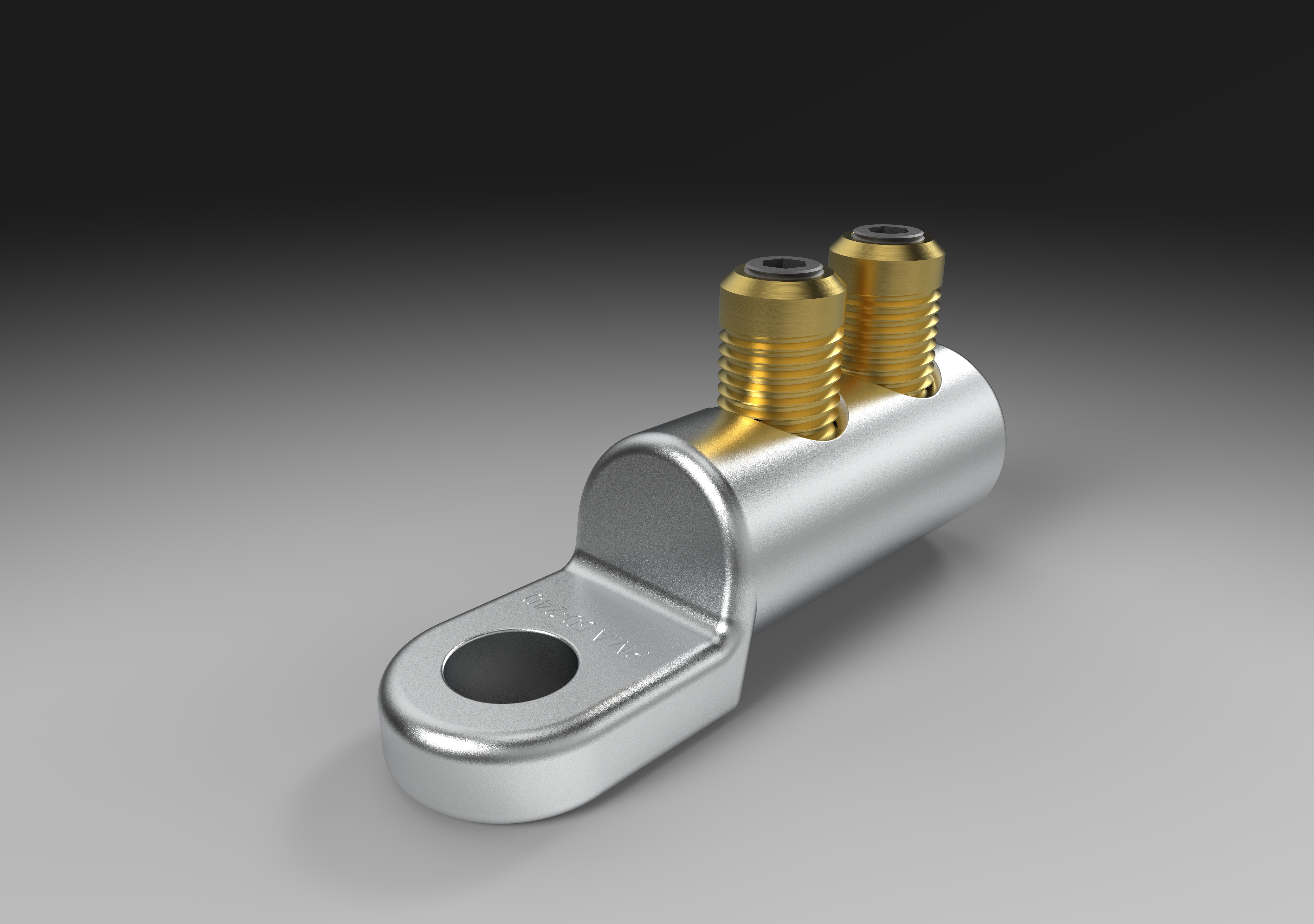
پوشش دهی چند لایه قلع

قلع پوشش قلع به‌طور گسترده برای حفاظت از هر دو سطوح آهنی و غیر آهنی استفاده می‌شود. قلع یک فلز مفید برای صنعت پردازش مواد غذایی است زیرا غیر سمی و مقاوم در برابر خوردگی است. چگالی عالی قلع اجازه می‌دهد ورق فلز پایه پوشش داده شده با قلع به شکل‌های مختلف بدون آسیب به لایه سطحی شکل دهی شود. این پوشش محافظتی را برای مس، نیکل و دیگر فلزات غیر آهنی فراهم می‌کند، اما نه برای فولاد.